# Se m'innamoro
Se m'innamoro è un brano musicale composto da Cristiano Minellono e Dario Farina, presentato al Festival di Sanremo 1985 e classificatosi al 1º posto della classifica finale
In Spagna esce su 45 giri eseguito in spagnolo e acquisendo il nome Si me enamoro. 
Il brano è stato nuovamente eseguito dai Ricchi e Poveri con nuovi arrangiamenti nell'album Buona giornata e... del 1990 e in Parla col cuore del 1999.

## Il brano negli altri media
Il 9 gennaio 2014 viene inserito nella colonna sonora del film Sapore di te dei fratelli Carlo ed Enrico Vanzina.

## Cover
Una cover incisa da Sabrina Marciano, vocalist per Cristina Muntoni, è contenuta nell'album Non è la Rai gran finale del 1995.
La versione in spagnolo + stata ripresa nel 2000 dal cantante messicano Manuel Mijares, che ne realizza una cover.